# Föld (film, 1930)
A Föld (ukránul Земля) 1930-ban készült szovjet némafilm Alekszandr Dovzsenko rendezésében, Dovzsenko Ukrajna-trilógiájának harmadik része. Cselekménye az első ötéves terv idején játszódik, és a kollektivizálásról és a kulákok ellenszegüléséről szól.
A filmet a valaha készült legjobb ukrán filmek egyikének tartják; 1958-ban tizedik helyre került a világ legjobb filmjeit felsoroló brüsszeli tizenkettő között.
2021-ben a Dovzsenko Nemzeti Filmközpont felkérte az Ukrajnai Filmkritikusok Szövetségét és független filmes szakértőket, mintegy hetven személyt, hogy állítsák össze a 100 legjobb ukrán film listáját; ebben a rangsorban az Föld a második helyre került.

## Cselekménye
A film egy búzamezőn és napraforgókon keresztül fújó szél montázsával kezdődik. Egy idős parasztember, Szemen békésen meghal egy almafa alatt, fia, Opanasz és unokája, Vaszil mellett. Helyi kulákok, köztük Arhip Bilokiny, elítélik a kollektivizálást, és kinyilvánítják ellenállásukat. Opanasz otthonában Vaszil és barátai találkoznak, hogy megvitassák a kollektivizálást, és vitába szállnak Opanasszal, aki szkeptikusan áll hozzá.
Később Vaszil megérkezik a közösség első traktorával, és nagy izgalmat kelt. Miután a férfiak a túlmelegedett hűtőbe vizelnek, a parasztok a traktorral felszántják a földet és betakarítják a gabonát, közben pedig átszántják a kulákok kerítéseit. Egy montázssorozat bemutatja a kenyérgyártást az elejétől a végéig. Aznap este Vaszil hazafelé menet hopakot táncol egy ösvényen, és egy sötét alak megöli. Opanasz keresi Vaszil gyilkosát, és Homát, Bilokiny fiát vádolja, aki azonban nem tesz vallomást.
Vaszil ateista apja elküldi a temetésre érkezett ortodox pópát, és arra kéri Vaszil barátait, hogy világi temetést rendezzenek fiának. A temetésen "új dalokat énekelnek egy új életnek," a pópa pedig megátkozza őket. Megérkezik a temetőbe Homa, aki kijelenti, hogy ellenáll a kollektivizálásnak, és hogy ő ölte meg Vaszilt. A falubeliek nem vesznek róla tudomást. A film egy montázzsal ér véget, amely egy gyümölcsökre és zöldségekre hulló záporesőt mutat.

## Szereplők
- Opanasz: Sztepen Skurat(wd)
- Vaszil: Szemen Szvasenko(wd)
- Vaszil nővére: Julija Szolnceva(wd)
- Natalja: Jelena Makszimova(wd)
- Szemen: Mikola Nademszkij(wd)
- Homa Bilokiny: Petro Maszoha(wd)
- Arhip Bilokiny: Ivan Franko
- Pópa: Volodimir Mihajlov
- Fiatal pártaktivista: Pavlo Petrik
- Paraszt, a falu vezetője: P. Umanec
- Parasztlány: J. Bondina
- Fiatal kulák: Luka Ivanovics Ljasenko(wd)

## Készítése
Dovzsenko 1929-ben írta és készítette a filmet, az Ukrán Szovjet Szocialista Köztársaságban zajló kollektivizálás idején. A kollektivizálás 1929-ben kezdődött, amikor Sztálin ellenőrzés alá akarta venni a mezőgazdaságot is.  A falu szocialista átalakításának, a kuláktalanításnak és a kollektivizálásnak a dícsérete kötelező volt a kor filmművészetében, Eisenstein például a Régi és új című filmjében ábrázolta. A Föld forgatókönyvének java része Dovzsenko saját tapasztalatain és gyermekkori emlékein alapul.
A filmezés 1929. május 24-én kezdődött és 1930 február 25-én ért véget, helyszíne többnyire az ukrajnai Poltavai területen volt.

## Bemutatása
Mielőtt a film nyilvános vetítését jóváhagyták volna, egyes jeleneteket kivágattak belőle, többek között azt is, ahol a parasztok a traktor hűtőjébe vizelnek. Végül 1930. április 8-án mutatták be, és kilenc nap múlva a szovjet hatóságok betiltották. 1932-ben bemutatták az első Velencei Nemzetközi Filmfesztiválon. A film eredeti negatívja 1941-ben megsemmisült egy német légitámadáskor az első kijevi csata idején. 1958-tól kezdve a vágatlan változatot forgalmazták a Szovjetunióban.
2012-ben az Olekszandr Dovzsenko Nemzeti Filmközpont (az ukrán állami filmarchívum) restaurálta a filmet és új zenét íratott hozzá a DahaBraha népzenei együttessel. A filmnek ezt a változatát a 2012-es Odesszai Nemzetközi Filmfesztiválon mutatták be.

## Fogadtatása és utóélete
A Föld egyaránt kapott elismerést és éles kritikákat a Szovjetunióban. A hatóságok és az újságírók párhuzamosan dícsérték a filmet a művészi értékeiért és gúnyolták a vélt ideológiai hiányosságai miatt. A Pravda, a kommunista párt hivatalos lapja, értékelte a film vizuális stílusát, de hamisnak nevezte a politikai tartalmát. Gyemjan Bednij az „ellenforradalmi” és „defetista” jelzőkkel illette a filmet, a rendezőt pedig veszélyes ellenségnek nevezte az Izvesztyija 1930. április 4-i számában. Eisenstein viszont pont művészi szempontból fogalmazott meg kritikát a filmmel szemben.
Dovzsenkót annyira felzaklatta a film negatív visszhangja, hogy közel jutott az idegösszeomláshoz, elhagyta az országot, és beutazta egész Európát, ahol filmjeit vetítette, és az új hangtechnikával kísérletezett.
Több tehetséges szovjet művész (például Majakovszkij) és a külföldi progresszív értelmiség azonban rajongtak a filmért. Lewis Jacobs amerikai filmkritikus Dovzsenkó művét Eisensteinhoz és Pudovkinhoz hasonlította, azzal hogy Dovzsenko filmjeinek „lakonikus stílusa egy olyan különös, csodálatosan képzeletgazdag minőséggel társul, amelyet nehezen lehet leírni.” Grigorij Rosal filmrendező szerint „sem Eisenstein, sem Pudovkin nem érte el azt a gyengédséget és melegséget, amellyel Olekszandr Dovcsenko az emberekről és a világról beszélt. Dovzsenko mindig kísérletező kedvű. Mindig újító és mindig költő.”
A Tome Out magazin 1995-ös felmérésén az évszázad száz legjobb filmje közül a 88. lett. A mű tíz kritikustól és két rendezőtől kapott szavazatot a Sight & Sound brit filmmagazin 2012-es körkérdésén a világ legjobb filmjeit illetően; ezzel a 171. lett a kritikusok, illetve 322. a rendezők szerinti listán. A Brit Filmintézet szerint a Föld cselekménye másodlagos a búzamezők és az időjárástól cserzett arcok rendkívül hatásos képeihez viszonyítva.
A filmet általában Dovzsenko fő művének tartják, amely a valaha készült legnagyszerűbb filmek közé tartozik. Carlo Lizzani szerint Dovzsenko nagy hatással volt a korai olasz neorealizmusra. Az Olekszandr Dovzsenko Nemzeti Filmközpont szerint a Föld a leghíresebb ukrán film. A film egyike az 1957-as brüsszeli világkiállítás alkalmával 117 filmtörténész által megszavazott minden idők legjobb tizenkét filmjének, és egyike volt annak az öt filmnek, amelyet 2015-ben az UNESCO 70. évfordulója alkalmával rendezett fesztiválon vetítettek.

## Fordítás
Ez a szócikk részben vagy egészben  az   Earth (1930 film) című angol Wikipédia-szócikk ezen változatának fordításán alapul.  Az eredeti cikk szerkesztőit annak laptörténete sorolja fel. Ez a jelzés csupán a megfogalmazás eredetét és a szerzői jogokat jelzi, nem szolgál a cikkben szereplő információk forrásmegjelöléseként.